# Československo na Zimních olympijských hrách 1948
Československo na Zimních olympijských hrách v Svatý Mořic v roce 1948 reprezentovalo 47 sportovců, z toho 6 žen. Nejmladší účastnicí byla krasobruslařka Jiřina Nekolová (16 let, 36 dní), nejstarším pak bobista Max Ippen (41 let, 266 dní). Reprezentanti vybojovali 1 stříbrnou medaili.

## Československé medaile
| Medaile | Jméno        | Sport    | Disciplína  |
| ------- | ------------ | -------- | ----------- |
| Stříbro | Družstvo ČSR | ZOH 1948 | Lední hokej |

## Seznam všech zúčastněných sportovců
| Číslo | Jméno                 | Pohlaví | Věk | Sport                              |
| ----- | --------------------- | ------- | --- | ---------------------------------- |
| 1     | Vladimír Bouzek       | Muž     | 27  | Lední hokej                        |
| 2     | Augustin Bubník       | Muž     | 19  | Lední hokej                        |
| 3     | Jaroslav Drobný       | Muž     | 26  | Lední hokej                        |
| 4     | Přemysl Hainý         | Muž     | 22  | Lední hokej                        |
| 5     | Zdeněk Jarkovský      | Muž     | 29  | Lední hokej                        |
| 6     | Vladimír Kobranov     | Muž     | 20  | Lední hokej                        |
| 7     | Stanislav Konopásek   | Muž     | 24  | Lední hokej                        |
| 8     | Bohumil Modrý         | Muž     | 31  | Lední hokej                        |
| 9     | Miloslav Pokorný      | Muž     | 21  | Lední hokej                        |
| 10    | Václav Roziňák        | Muž     | 25  | Lední hokej                        |
| 11    | Miroslav Sláma        | Muž     | 30  | Lední hokej                        |
| 12    | Karel Stibor          | Muž     | 24  | Lední hokej                        |
| 13    | Vilibald Šťovík       | Muž     | 30  | Lední hokej                        |
| 14    | Ladislav Troják       | Muž     | 33  | Lední hokej                        |
| 15    | Josef Trousílek       | Muž     | 29  | Lední hokej                        |
| 16    | Oldřich Zábrodský     | Muž     | 21  | Lední hokej                        |
| 17    | Vladimír Zábrodský    | Muž     | 24  | Lední hokej                        |
| 18    | František Balvín      | Muž     | 32  | Běh na lyžích                      |
| 19    | Miloslav Bělonožník   | Muž     | 29  | Skoky na lyžích                    |
| 20    | Luboš Brchel          | Muž     | 27  | Alpské lyžování                    |
| 21    | Vladislav Čáp         | Muž     | 21  | Krasobruslení                      |
| 22    | Jaroslav Cardal       | Muž     | 28  | Běh na lyžích                      |
| 23    | Josef Císař           | Muž     | 31  | Skoky na lyžích                    |
| 24    | Zdeněk Fikar          | Muž     | 21  | Krasobruslení                      |
| 25    | Vít Fousek            | Muž     | 34  | Běh na lyžích                      |
| 26    | Max Ippen             | Muž     | 41  | Boby                               |
| 27    | Jaroslav Kadavý       | Muž     | 36  | Běh na lyžích , Severská kombinace |
| 28    | Blažena Knittlová     | Žena    | 16  | Krasobruslení                      |
| 29    | Vladimír Kolář        | Muž     | 20  | Rychlobruslení                     |
| 30    | Bohumil Kosour        | Muž     | 34  | Běh na lyžích , Severská kombinace |
| 31    | Štefan Kovalčík       | Muž     | 26  | Běh na lyžích                      |
| 32    | Dagmar Lerchová       | Žena    | 17  | Krasobruslení                      |
| 33    | Jaroslav Lukeš        | Muž     | 35  | Běh na lyžích , Severská kombinace |
| 34    | Božena Moserová       | Žena    | 21  | Alpské lyžování                    |
| 35    | Jiřina Nekolová       | Žena    | 16  | Krasobruslení                      |
| 36    | Alexandra Nekvapilová | Žena    | 28  | Alpské lyžování                    |
| 37    | Jiří Novotný          | Muž     | 26  | Boby                               |
| 38    | Zdeněk Parma          | Muž     | 22  | Alpské lyžování                    |
| 39    | Zdeněk Remsa          | Muž     | 19  | Skoky na lyžích                    |
| 40    | František Šimůnek     | Muž     | 37  | Běh na lyžích , Severská kombinace |
| 41    | Ivan Šipajlo          | Muž     |     | Boby                               |
| 42    | Daniel Šlachta        | Muž     | 24  | Alpské lyžování                    |
| 43    | Antonín Šponar        | Muž     | 27  | Alpské lyžování                    |
| 44    | Karel Vosátka         | Muž     | 18  | Krasobruslení                      |
| 45    | Ája Vrzáňová          | Žena    | 16  | Krasobruslení                      |
| 46    | František Zajíček     | Muž     | 35  | Boby                               |
| 47    | Jaroslav Zajíček      | Muž     | 27  | Běh na lyžích                      |